# Psilocladia repudiosa
Psilocladia repudiosa är en fjärilsart som beskrevs av Louis Beethoven Prout 1915. Psilocladia repudiosa ingår i släktet Psilocladia och familjen mätare. Inga underarter finns listade.